# Battlefield Vietnam
Battlefield Vietnam é um jogo eletrônico de tiro em primeira pessoa. É o segundo jogo da franquia Battlefield depois de Battlefield 1942. O jogo foi desenvolvido pela empresa canadense DICE Canada e publicado pela Electronic Arts. Battlefield Vietnam ocorre durante a Guerra do Vietnã e apresenta uma grande variedade de mapas baseados em cenários históricos, como a Trilha Ho Chi Minh, Batalha de Huế, Batalha de Ia Drang, Operação Flaming Dart, Batalha de Khe Sahn e a Queda de Saigon.

## Jogabilidade
Battlefield Vietnam tem os mesmos objetivos ponto a ponto de Battlefield 1942. Na maioria dos mapas jogáveis, o objetivo é ocupar Pontos de Controle ao redor do mapa para permitir que aliados e veículos controláveis apareçam. Semelhante a outros jogos do Battlefield, os tickets de spawn desempenham um papel vital na derrota do time adversário. Battlefield Vietnam apresenta uma forma de jogabilidade de guerra assimétrica. As duas equipes (EUA e Vietnã do Norte) recebem equipamentos e veículos diferentes, fazendo com que os EUA dependam mais de veículos pesados e os vietnamitas confiem mais em táticas de infantaria. Os EUA, por exemplo, podem empregar tanques pesados, helicópteros e bombardeiros, enquanto os vietnamitas são forçados a contar com armas antitanque/antiaéreas para deter o lado americano. A jogabilidade pretendia refletir as condições reais da guerra. Um recurso "Sipi Hole" para os vietnamitas, efetivamente um ponto de desova móvel, representativo das vastas redes de túneis que os vietnamitas usaram na guerra real, foi implementado para balancear a jogabilidade. Semelhante aos jogos anteriores da série Battlefield, os tickets de spawn (reforços) desempenham um papel vital na derrota do time adversário.
Battlefield Vietnam apresenta os Estados Unidos com fuzileiros navais, exército e marinha; Vietnã do Sul com o Exército da República do Vietnã; e Vietnã do Norte com o Exército do Povo do Vietnã e o Viet Cong.
Construído em uma versão modificada do motor do Battlefield 1942, o Battlefield Vietnam tem recursos novos e aprimorados em comparação com seu antecessor. O jogo oferece ao jogador uma variedade de armas baseadas na guerra e apresenta várias armas e conceitos contemporâneos, como o fuzil de assalto AK47 e estacas punji. O jogo introduziu várias melhorias nos veículos em relação à prequela, como veículos de transporte aéreo e rádios de veículos funcionais. Os rádios apresentam músicas dos anos 1960 e uma opção para o player importar seus próprios arquivos de áudio para um diretório designado. Ao contrário da prequela, os jogadores podem disparar suas armas de veículos quando estão no banco do passageiro de um veículo. O jogo é o primeiro da série Battlefield a utilizar um mapa 3D, permitindo aos jogadores ver ícones que representam a posição dos pontos de controle ou unidades aliadas, dando ao jogador maior consciência situacional.

## Recepção
Em junho de 2004, Battlefield Vietnam recebeu a certificação "Gold" da Verband der Unterhaltungssoftware Deutschland, indicando vendas de pelo menos 100.000 unidades na Alemanha, Suíça e Áustria. As vendas gerais de Battlefield Vietnam atingiram 990.000 cópias em novembro daquele ano, época em que a série Battlefield havia vendido 4,4 milhões de cópias.
O jogo recebeu "críticas geralmente favoráveis" de acordo com o site de agregação de críticas Metacritic.
Battlefield Vietnam foi vice-campeão na lista da Computer Games Magazine dos 10 melhores jogos de computador de 2004. Ele ganhou o prêmio especial da revista de "Melhor Trilha Sonora". Ele também ganhou o prêmio de "Melhor Música Licenciada" da GameSpot em 2004.